# Kotochalia
Kotochalia é um gênero de mariposa pertencente à família Acrolophidae.